# Пикетт, Стюард
Стюард Пикетт (англ. Steward T. A. Pickett; род. 1950[…], Луисвилл, Кентукки) — американский эколог растений, специалист в области городской экологии, а также по теории социально-экологических систем. Доктор философии (1977), заслуженный старший учёный Cary Institute of Ecosystem Studies. Член НАН США (2021). Удостоен Eminent Ecologist Award Экологического общества Америки и BBVA Foundation Frontiers of Knowledge Award (обеих — в 2021). Один из пионеров городской экологии.
Родился и вырос в Луисвилле; его мать была библиотекарем. Окончил Кентуккийский университет (бакалавр ботаники, 1972).
Степень доктора философии по ботанике получил в Иллинойском университете в Урбана-Шампейне; занимался в лаборатории профессора Fakhri A. Bazzaz. До 1987 года сотрудник Ратгерского университета, затем перешел в Cary Institute of Ecosystem Studies, ныне там заслуженный старший учёный. Являлся президентом Экологического общества Америки (в 2011, стал первым чернокожим в этой должности), феллоу этого общества (член с 1972), а также Американской ассоциации содействия развитию науки и Американской академии искусств и наук (1993).
Соавтор книги по философии экологии (2007).